# Saison 1 de Scream Queens
Chronologie
Saison 2
Cet article présente le guide des épisodes de la première saison de la série télévisée américaine Scream Queens.

## Synopsis
Grace Gardener fait sa rentrée sur le campus de l'université Wallace. Elle souhaite se rapprocher de sa défunte mère en rejoignant la sororité des « KKT » (Kappa Kappa Tau) dirigée par Chanel Oberlin. Mais au cours d'un test d'initiation pour rejoindre la sororité, un mystérieux tueur déguisé en la mascotte de l'université attaque et tue l'une des candidates. À la suite de cet événement, l'université est frappée par une série de meurtres qui pourrait être liée à un crime horrible qui a eu lieu au sein des « KKT » en 1995, soit vingt ans auparavant.

## Généralités
- Aux États-Unis, la saison a été diffusée entre le 22 septembre 2015 et le 8 décembre 2015 sur le réseau FOX.
- Au Canada, la saison a été diffusée en simultané sur le réseau Citytv.
- Au Québec, elle a été diffusée entre le 14 février 2017 et le 9 mai 2017 sur MusiquePlus sous le titre Scream Queens : Terreur sur le campus.
- En Belgique, elle a été diffusée entre le 23 avril 2017 et le 28 mai 2017 sur Plug RTL.
- En France, elle a été mise en ligne en intégralité le 1er juillet 2017 sur Netflix.
- En Suisse et au Luxembourg, elle a été mise en ligne intégralement le 23 février 2021  sur le service Disney+, via l'extension Star, qui la propose également dans les autres pays francophones.

## Distribution

### Acteurs principaux
- Emma Roberts (VF : Marie Facundo) : Chanel Oberlin
- Skyler Samuels (VF : Alice Taurand) : Grace Gardener
- Lea Michele (VF : Kelly Marot) : Hester « La minerve / Chanel #6 » Ulrich (Hester « Neckbrace / Chanel #6 » Ulrich en V.O)
- Glen Powell (VF : Mathias Kozlowski) : Chad Radwell
- Diego Boneta (VF : Nathanel Alimi) : Pete Martinez
- Abigail Breslin (VF : Zina Khakhoulia) : Libby « Chanel #5 » Putney
- Keke Palmer (VF : Fily Keita) : Zayday Williams
- Oliver Hudson (VF : Didier Cherbuy) : Weston « Wes » Gardener
- Nasim Pedrad (VF : Pamela Ravassard) : Gigi Caldwell
- Lucien Laviscount (VF : Alexandre Nguyen) : Earl Grey
- Billie Lourd (VF : Sarah Marot) : Sadie « Chanel #3 » Swenson
- Jamie Lee Curtis (VF : Véronique Augereau) : doyenne Cathy Munsch

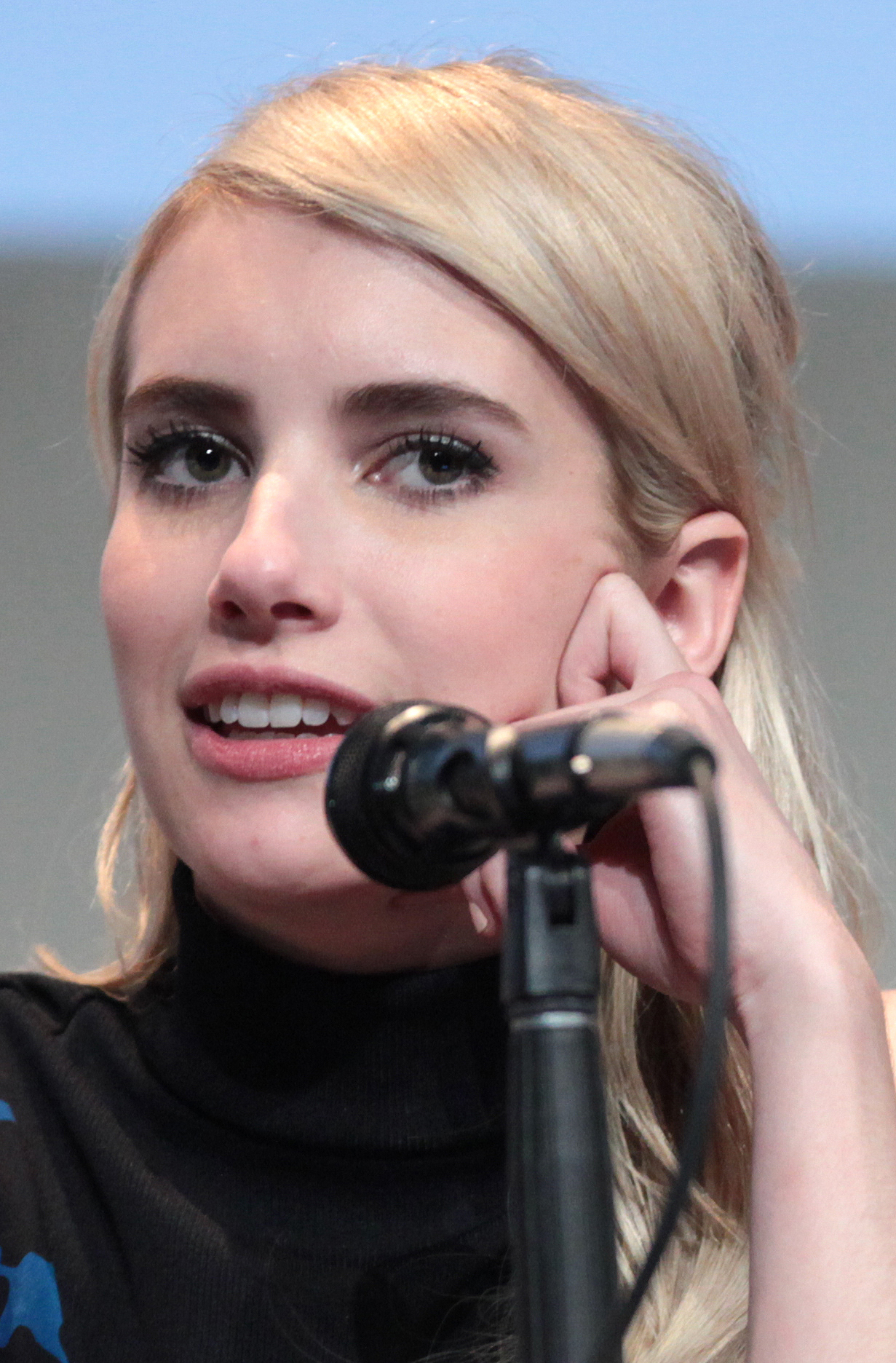
Emma Roberts interprète Chanel.
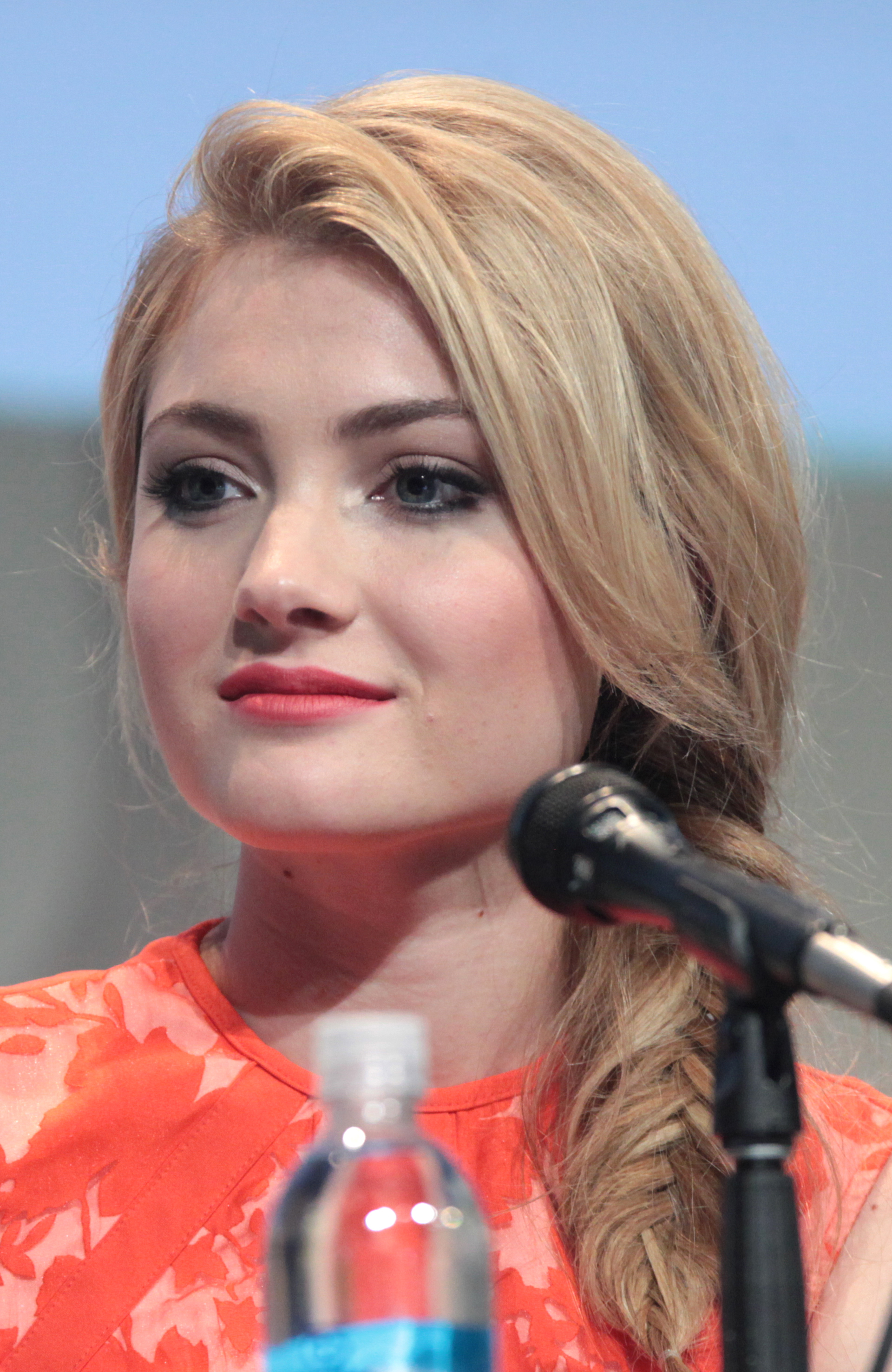
Skyler Samuels interprète Grace.
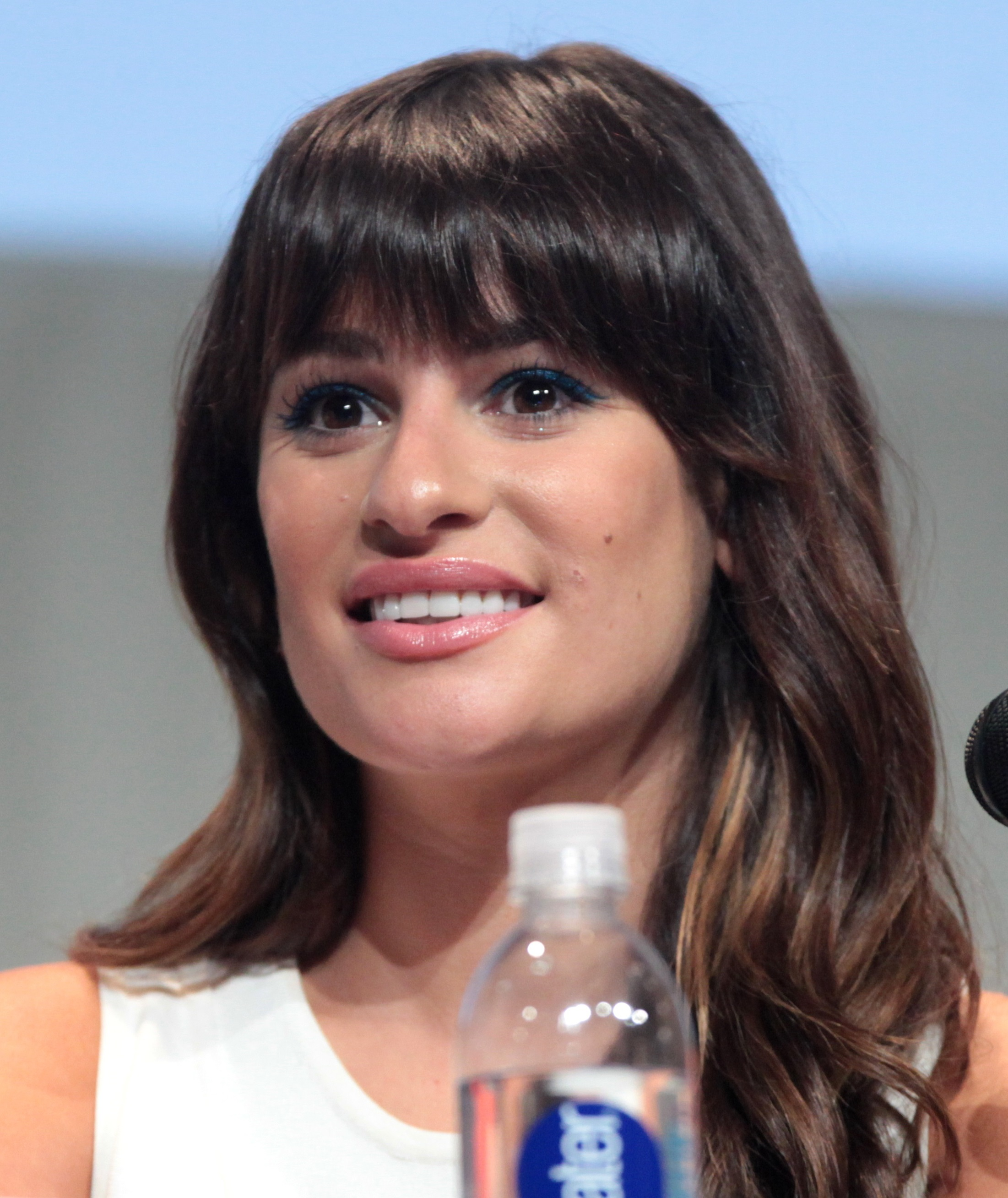
Lea Michele interprète Hester « Chanel #6 ».
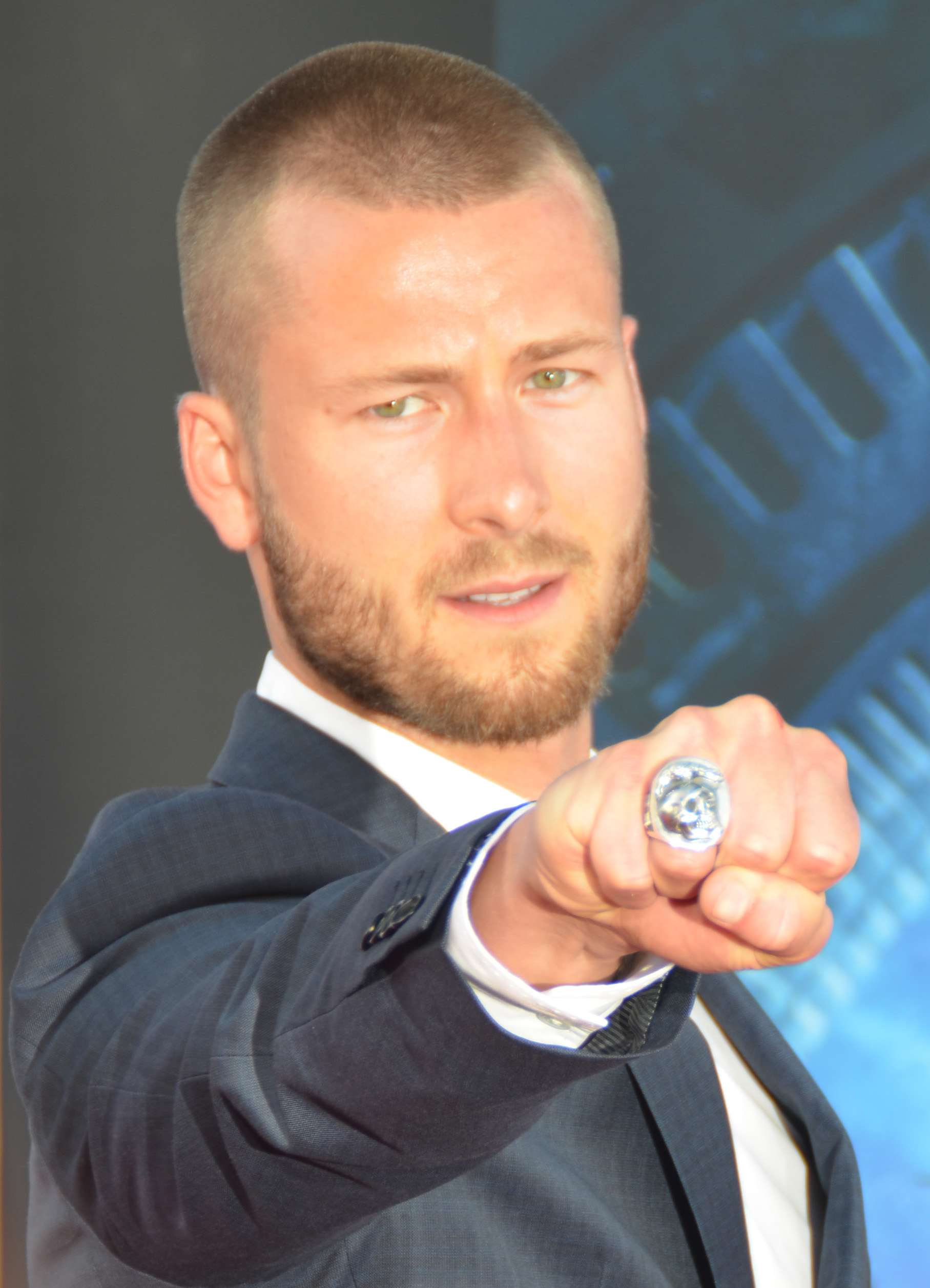
Glen Powell interprète Chad.
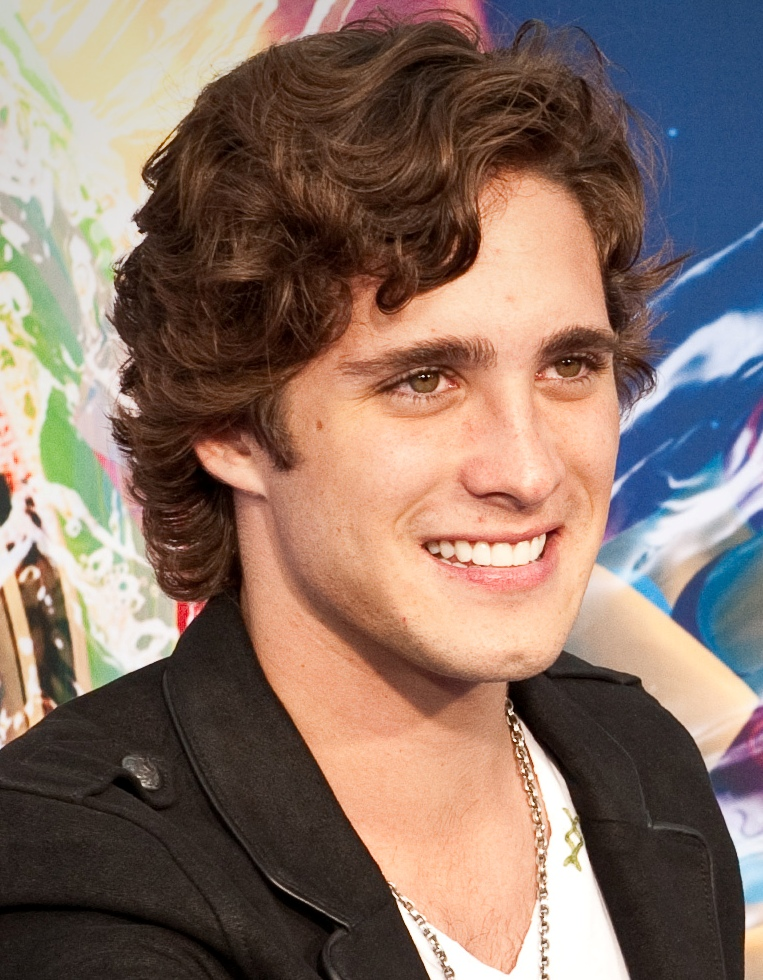
Diego Boneta interprète Pete.
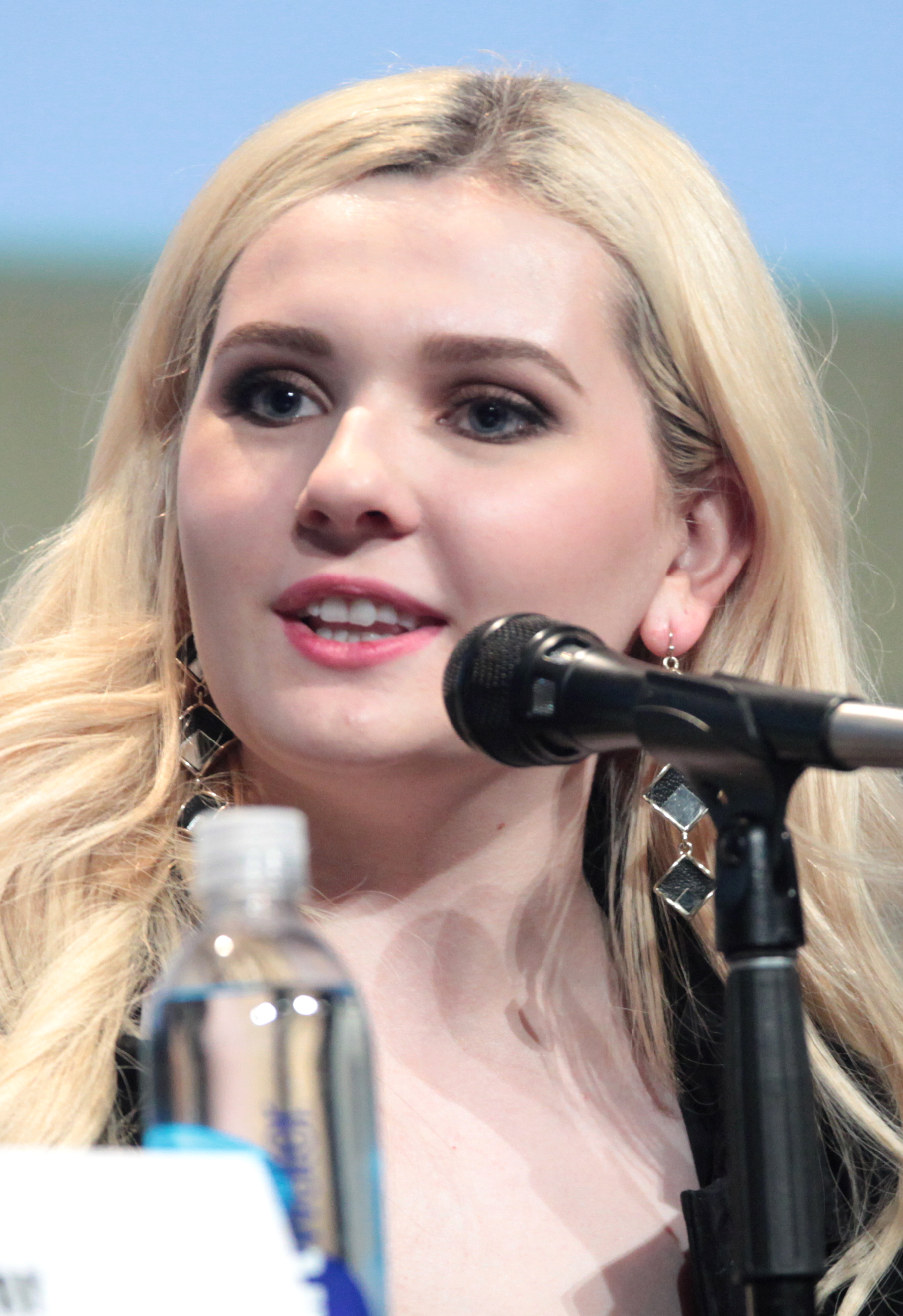
Abigail Breslin interprète « Chanel #5 ».
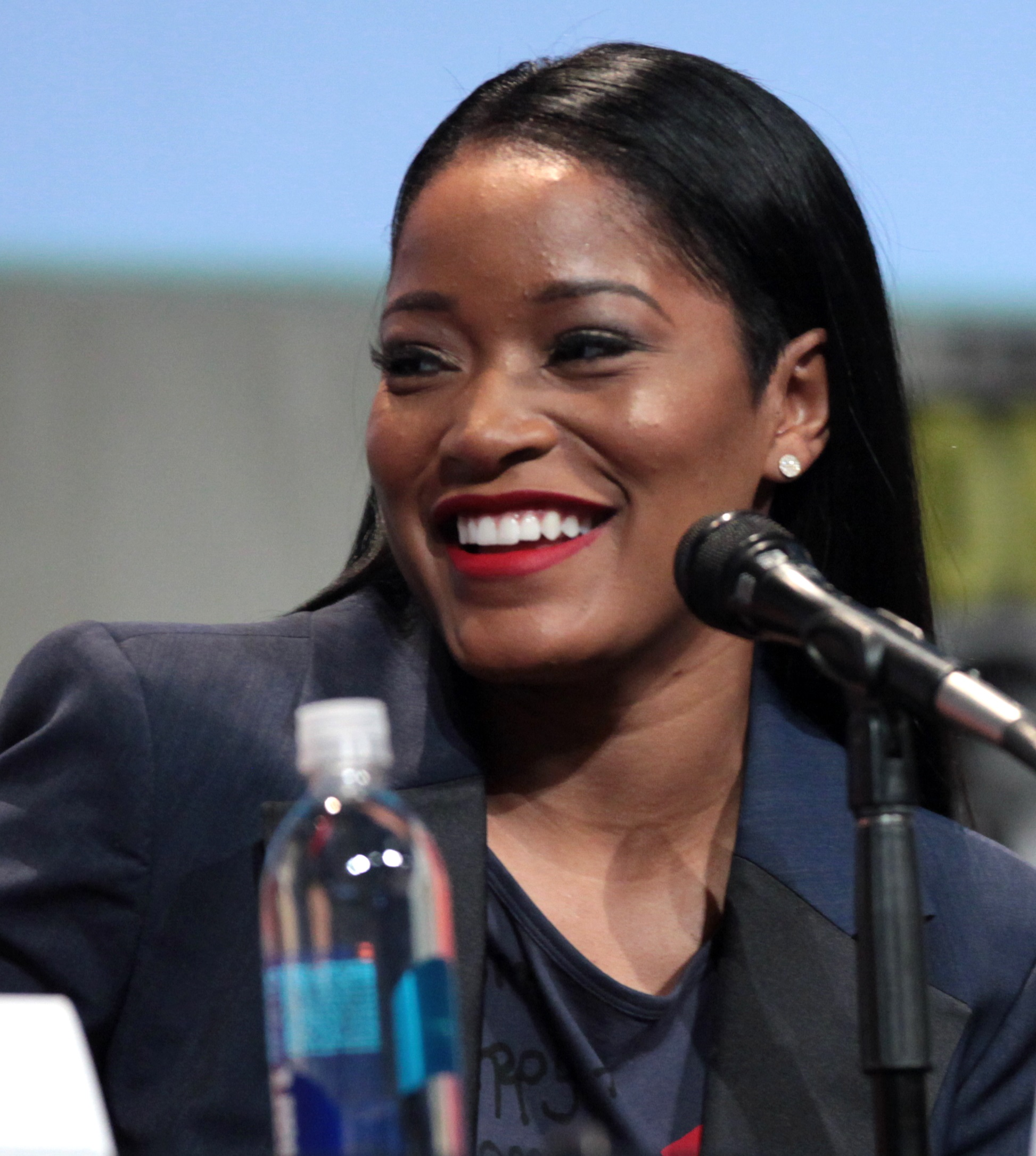
Keke Palmer interprète Zayday.
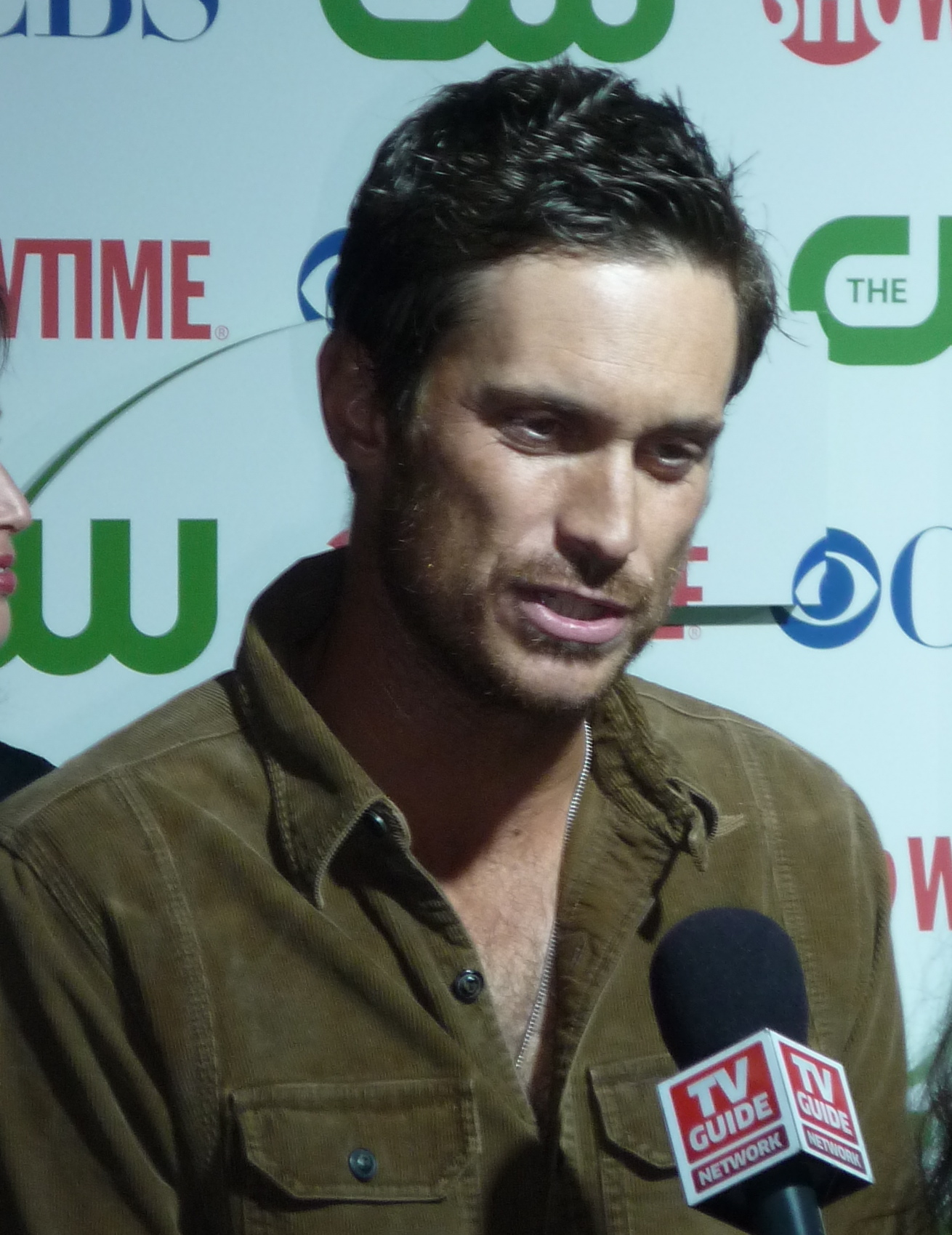
Oliver Hudson interprète Wes.
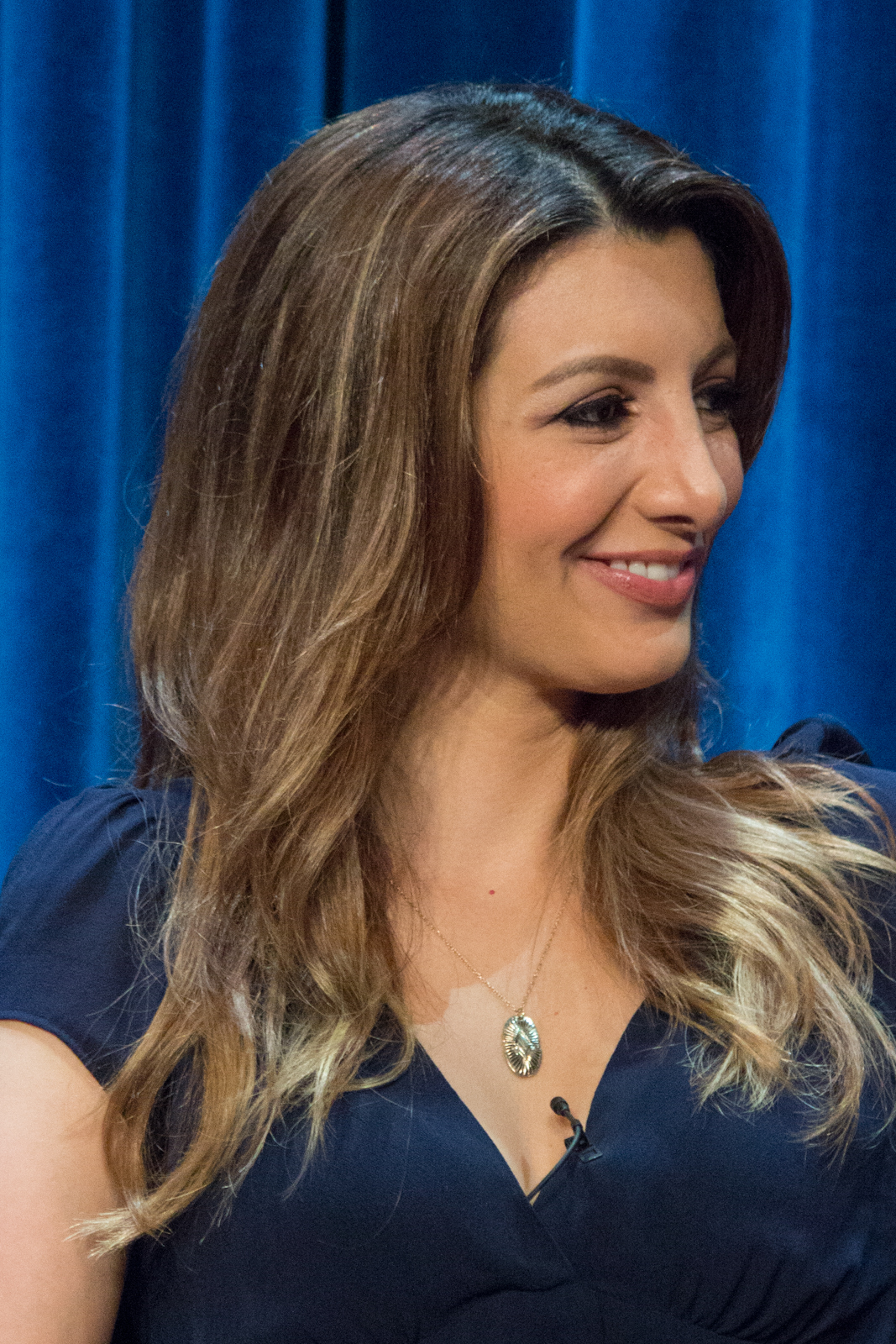
Nasim Pedrad interprète Gigi.
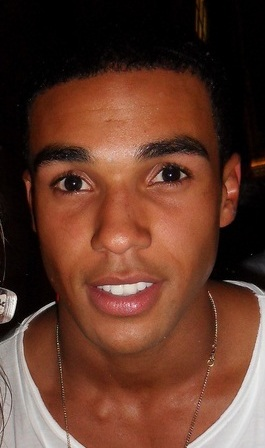
Lucien Laviscount interprète Earl.
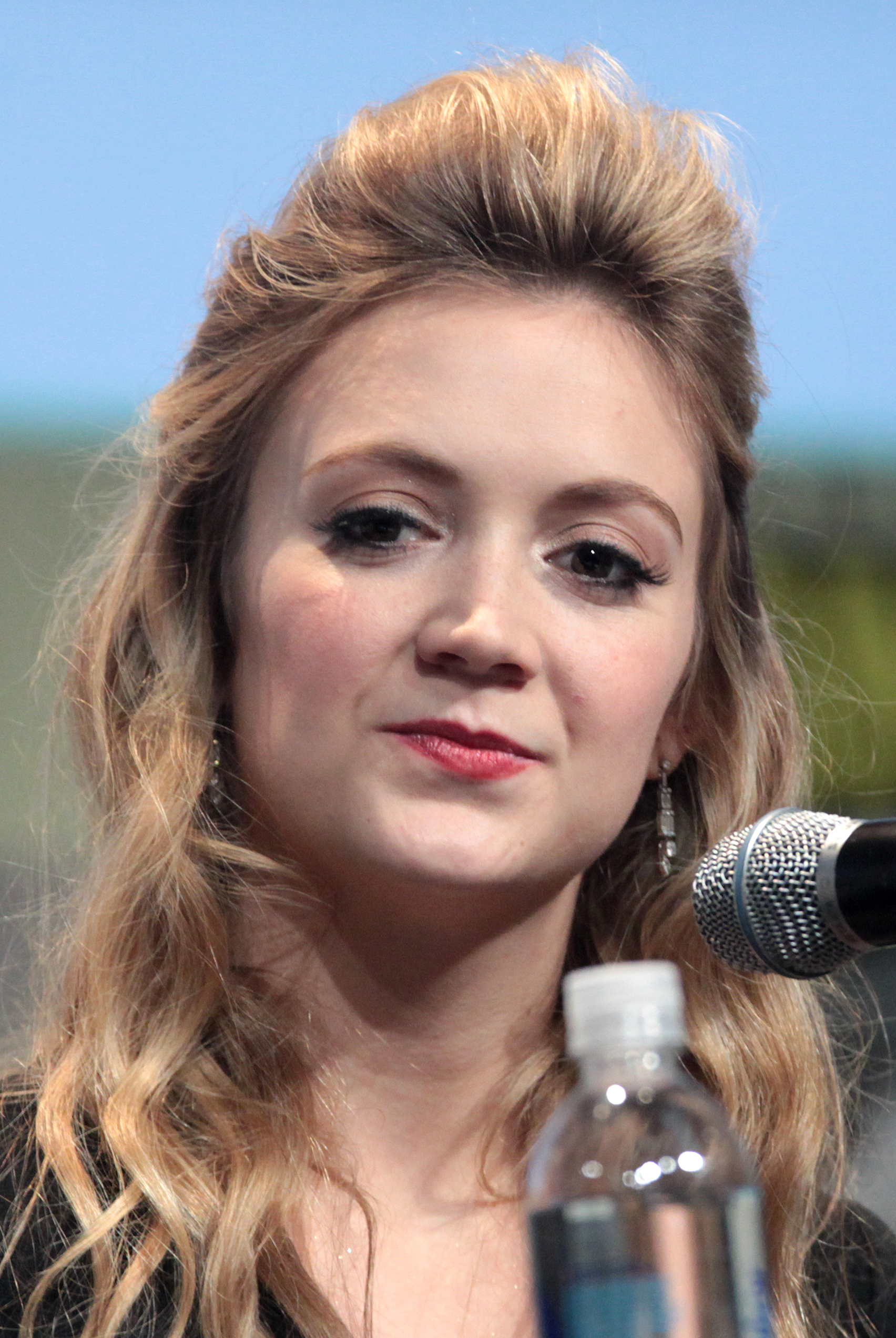
Billie Lourd interprète « Chanel #3 ».
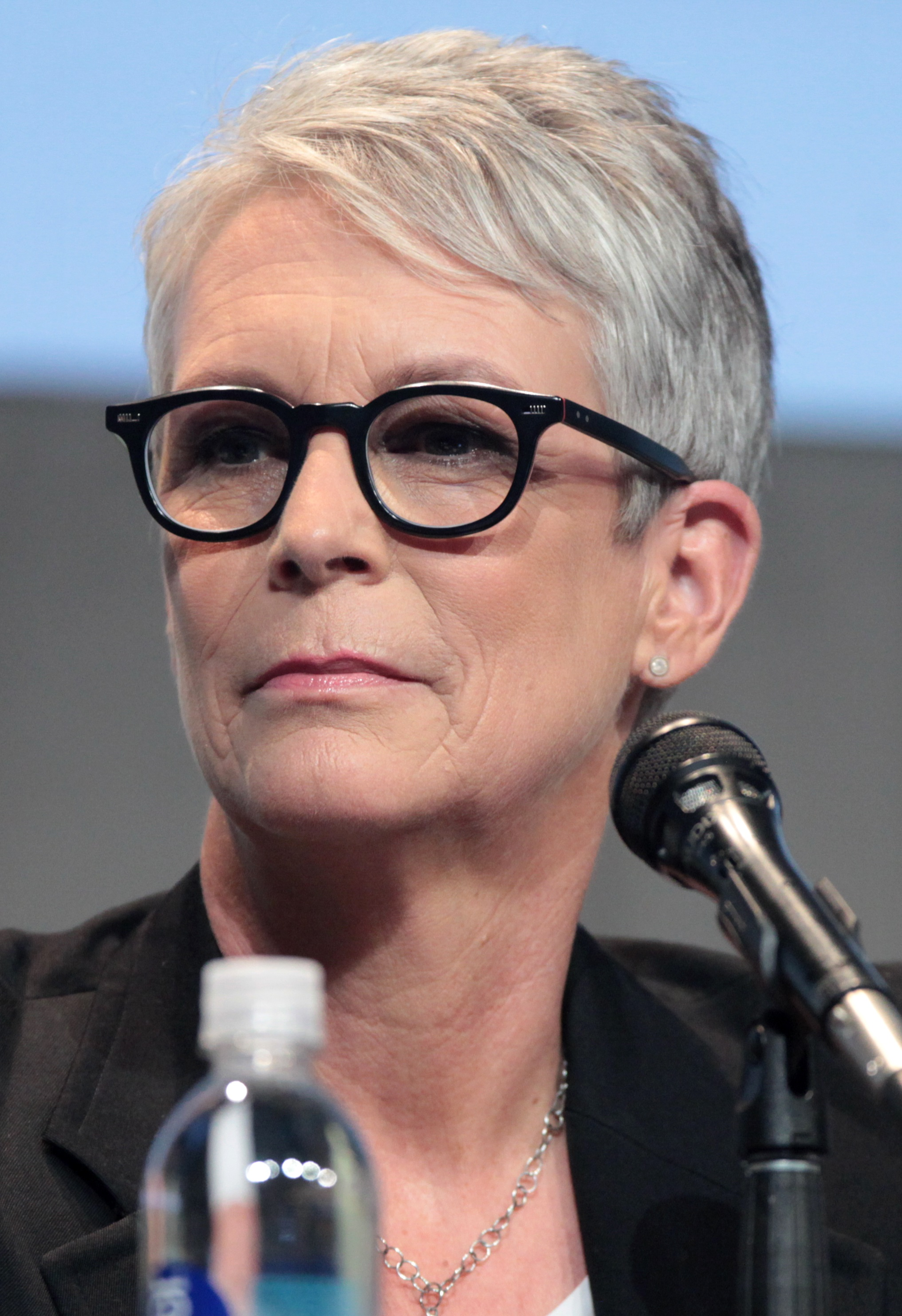
Jamie Lee Curtis interprète Cathy.

### Acteurs récurrents
| - Breezy Eslin (VF : Vanessa Van-Geneugden) : Jennifer - Jeanna Han (VF : Marie Giraudon) : Sam - Aaron Rhodes : Roger - Austin Rhodes : Dodger - Evan Paley (VF : Antoine Fleury) : Caulfield Mount Herman - Anna Grace Barlow : Bethany Stevens / Mary Mulligan - Grace Phipps (VF : Lydia Cherton) : Mandy Greenwell - Jim Klock (VF : Georges Caudron) : inspecteur Chisolm - Jan Hoag (VF : Marie-Martine) : Agatha Bean | Invités spéciaux - Niecy Nash (VF : Laura Zichy) : Denise Hemphill (8 épisodes) - Nick Jonas (VF : Hervé Rey) : Boone Clemens (5 épisodes) - Ariana Grande (VF : Laëtitia Godès) : Sonya « Chanel #2 » Herfmann (4 épisodes) - Chad Michael Murray : Brad Radwell (1 épisode) |

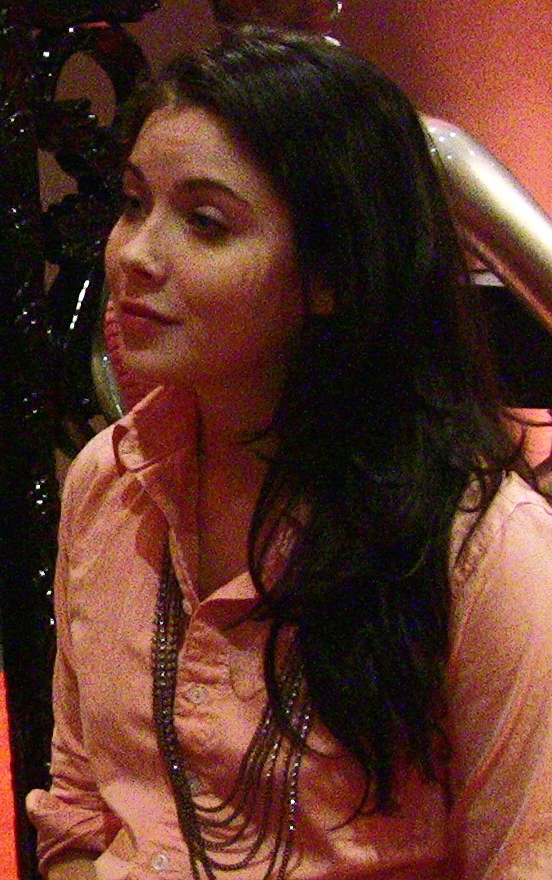
Grace Phipps interprète Mandy.
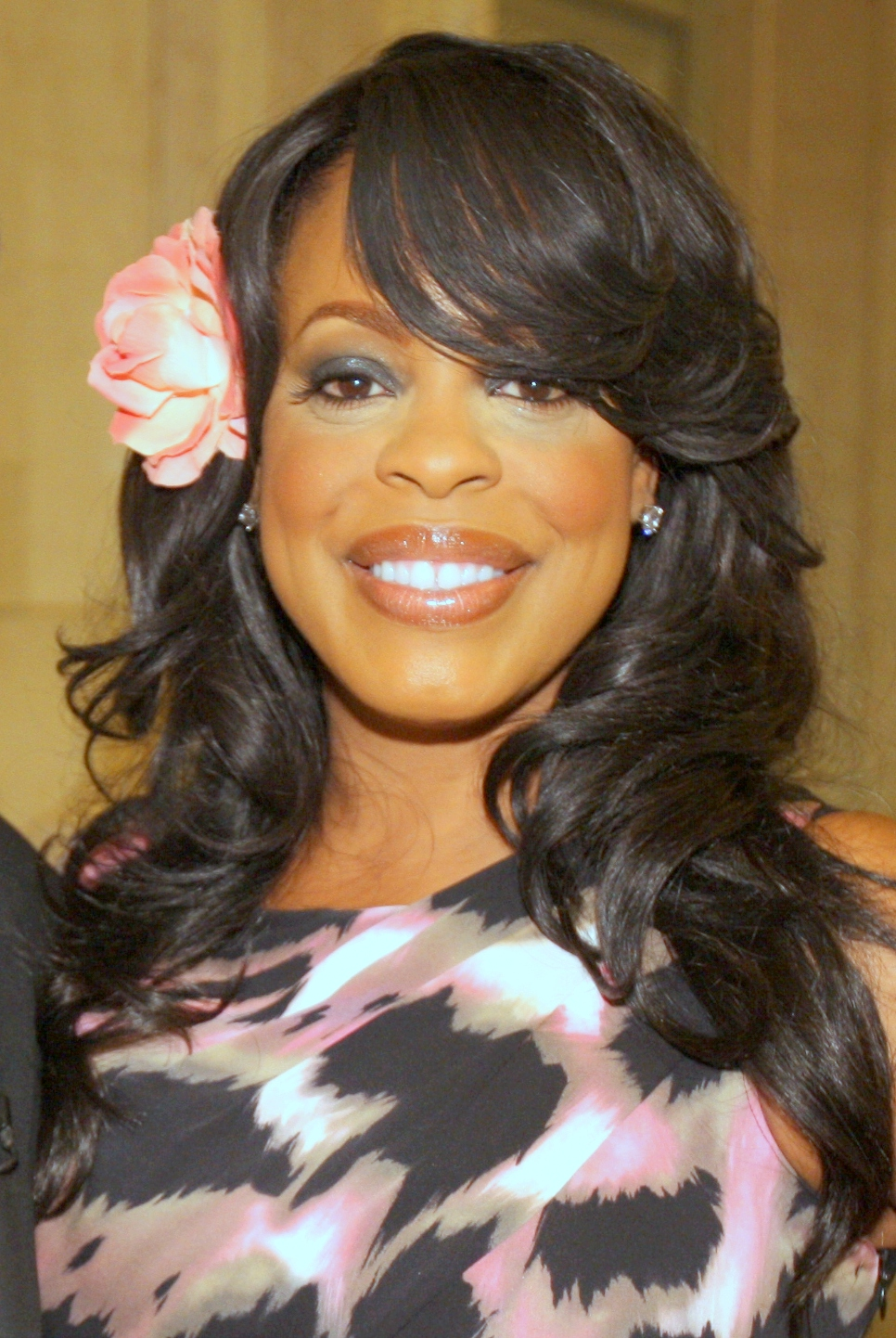
Niecy Nash interprète Denise.
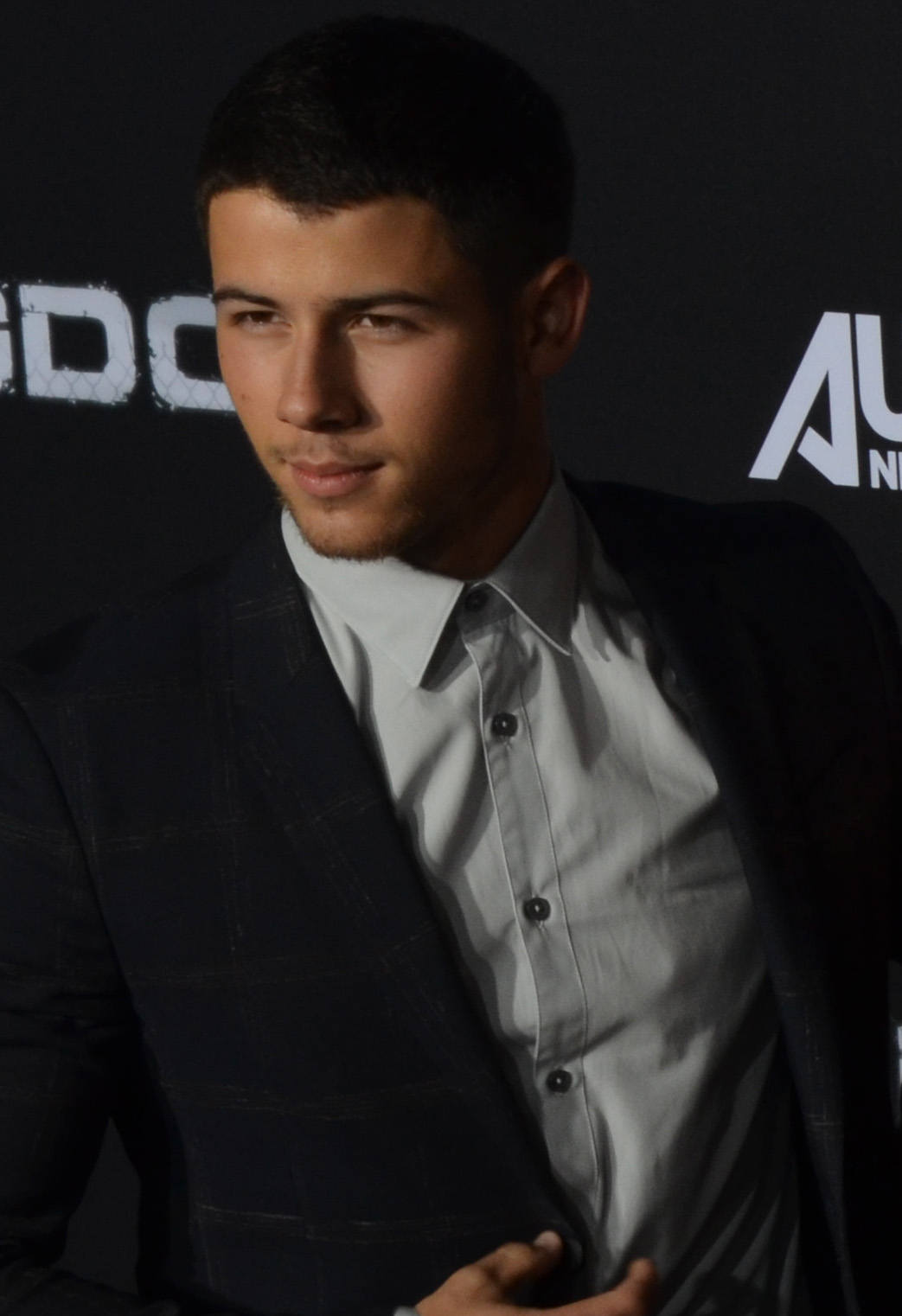
Nick Jonas interprète Boone.
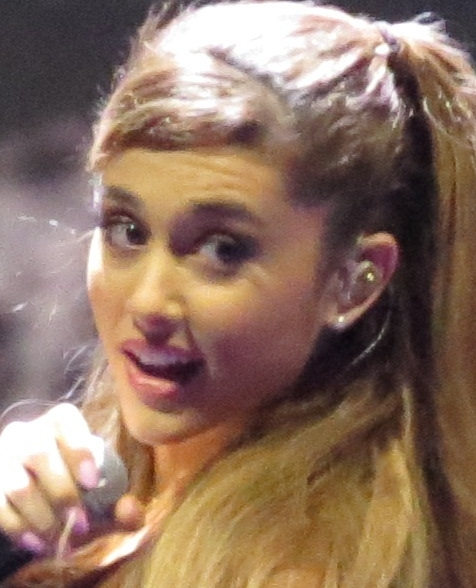
Ariana Grande interprète Sonya « Chanel #2 ».
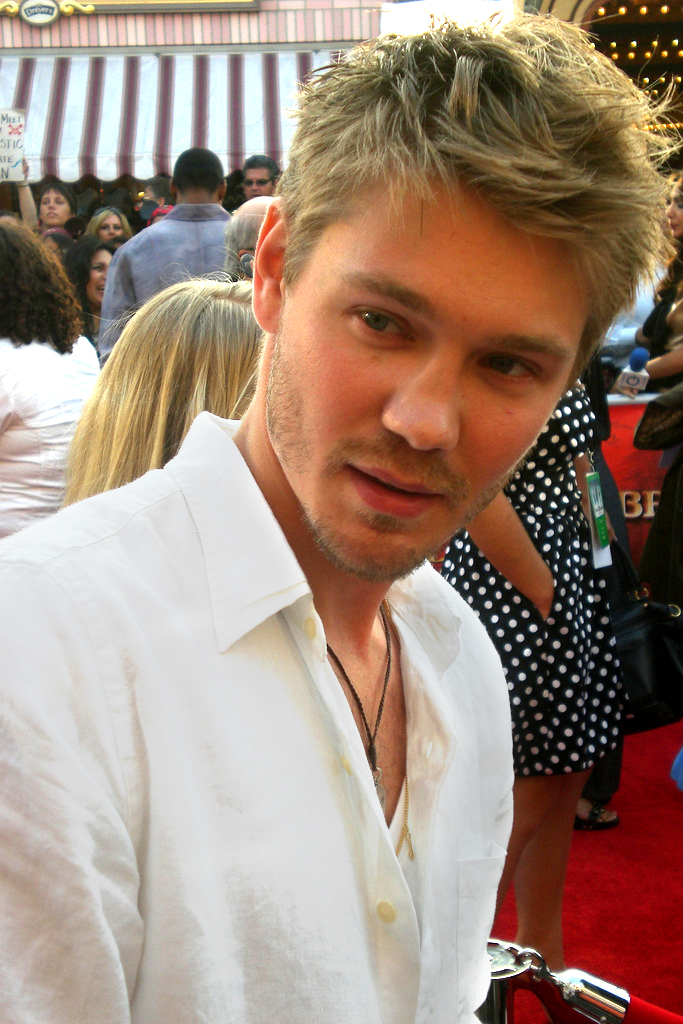
Chad Michael Murray interprète Brad.

## Épisodes

### Épisode 1:Kappa Kappa Tau
- États-Unis /  Canada : 22 septembre 2015 sur FOX[1] / Citytv[2]
- Québec : 14 février 2017 sur MusiquePlus
- Belgique : 23 avril 2017 sur Plug RTL[3]
- France : 1er juillet 2017 sur Netflix
- Suisse /  Luxembourg : 23 février 2021 sur Disney+

- États-Unis : 4,04 millions de téléspectateurs[4] (première diffusion)

- Ariana Grande (VF : Laëtitia Godès) : « Chanel #2 » (invitée spéciale)
- Nick Jonas (VF : Hervé Rey) : Boone Clemens (invité spécial)
- Whitney Meyer : Tiffany « Taylor Swift version sourde » DeSalle (Tiffany « Deaf Taylor Swift » DeSalle en V.O)
- Chelsea Ricketts : Amy Meyer
- Brianne Howey (VF : Claire Baradat) : Melanie Dorkus
- Anna Margaret (VF : Nathalie Doudou) : Coco Cohen
- McKaley Miller : Sophia Doyle

### Épisode 2:La semaine infernale
- États-Unis /  Canada : 22 septembre 2015 sur FOX / Citytv
- Québec : 21 février 2017 sur MusiquePlus
- Belgique : 23 avril 2017 sur Plug RTL
- France : 1er juillet 2017 sur Netflix
- Suisse /  Luxembourg : 23 février 2021 sur Disney+

- États-Unis : 4,04 millions de téléspectateurs[4] (première diffusion)

- Ariana Grande (VF : Laëtitia Godès) : « Chanel #2 » (invitée spéciale)
- Nick Jonas (VF : Hervé Rey) : Boone Clemens (invité spécial)
- Niecy Nash (VF : Laura Zichy) : Denise Hemphill (invitée spéciale)
- Deneen Tyler : Shondell Washington
- Chelsea Ricketts : Amy Meyer
- Anna Margaret (VF : Nathalie Doudou) : Coco Cohen
- McKaley Miller : Sophia Doyle

### Épisode 3:Tronçonneuse
- États-Unis /  Canada : 29 septembre 2015 sur FOX / Citytv
- Québec : 28 février 2017 sur MusiquePlus
- Belgique : 30 avril 2017 sur Plug RTL
- France : 1er juillet 2017 sur Netflix
- Suisse /  Luxembourg : 23 février 2021 sur Disney+

- États-Unis : 3,46 millions de téléspectateurs[5] (première diffusion)

- Niecy Nash (VF : Laura Zichy) : Denise Hemphill (invitée spéciale)
- Roger Bart (VF : Guillaume Bourboulon) : Dr Herfmann
- Charisma Carpenter : Mrs. Herfmann
- David Simpson : Aaron Cohen / « Coney »
- Caleb Emery : Eugene Melman

### Épisode 4:La maison hantée
- États-Unis /  Canada : 6 octobre 2015 sur FOX / Citytv
- Québec : 7 mars 2017 sur MusiquePlus
- Belgique : 30 avril 2017 sur Plug RTL
- France : 1er juillet 2017 sur Netflix
- Suisse /  Luxembourg : 23 février 2021 sur Disney+

- États-Unis : 2,97 millions de téléspectateurs[6] (première diffusion)

- Niecy Nash (VF : Laura Zichy) : Denise Hemphill (invitée spéciale)
- Ariana Grande (VF : Laëtitia Godès) : « Chanel #2 » (invitée spéciale)
- Chelsea Ricketts : Amy Meyer
- Anna Margaret (VF : Nathalie Doudou) : Coco Cohen
- McKaley Miller : Sophia Doyle
- Jennifer Aspen (VF : Lydia Cherton) : Mandy Greenwell adulte
- Deneen Tyler : Shondell Washington

### Épisode 5:La soirée d'Halloween
- États-Unis /  Canada : 13 octobre 2015 sur FOX / Citytv
- Québec : 14 mars 2017 sur MusiquePlus
- Belgique : 7 mai 2017 sur Plug RTL
- France : 1er juillet 2017 sur Netflix
- Suisse /  Luxembourg : 23 février 2021 sur Disney+

- États-Unis : 2,39 millions de téléspectateurs[7] (première diffusion)

- Niecy Nash (VF : Laura Zichy) : Denise Hemphill (invitée spéciale)
- Roy Huang : Cliff Woo
- Mikki Val (VF : Nathalie Doudou) : Millie
- Jency Griffin : Eva
- Kenneth Kynt Bryan : Maria
- Vatican Lokey (VF : Guillaume Bourboulon) : le professeur

### Épisode 6:Sept minutes en enfer
- États-Unis /  Canada : 20 octobre 2015 sur FOX / Citytv
- Québec : 21 mars 2017 sur MusiquePlus
- Belgique : 7 mai 2017 sur Plug RTL
- France : 1er juillet 2017 sur Netflix
- Suisse /  Luxembourg : 23 février 2021 sur Disney+

- États-Unis : 2,59 millions de téléspectateurs[8] (première diffusion)

### Épisode 7:Méfiez-vous des jeunes filles
- États-Unis /  Canada : 3 novembre 2015 sur FOX / Citytv
- Québec : 28 mars 2017 sur MusiquePlus
- Belgique : 14 mai 2017 sur Plug RTL
- France : 1er juillet 2017 sur Netflix
- Suisse /  Luxembourg : 23 février 2021 sur Disney+

- États-Unis : 2,44 millions de téléspectateurs[9] (première diffusion)

- Ariana Grande (VF : Laëtitia Godès) : « Chanel #2 » (invitée spéciale)
- Tavi Gevinson (VF : Maryne Bertieaux) : Feather McCarthy
- Philip Casnoff : Steven Munsch

### Épisode 8:Telle mère, telle fille
- États-Unis /  Canada : 10 novembre 2015 sur FOX / Citytv
- Québec : 4 avril 2017 sur MusiquePlus
- Belgique : 14 mai 2017 sur Plug RTL
- France : 1er juillet 2017 sur Netflix
- Suisse /  Luxembourg : 23 février 2021 sur Disney+

- États-Unis : 2,51 millions de téléspectateurs[10] (première diffusion)

- Niecy Nash (VF : Laura Zichy) : Denise Hemphill (invitée spéciale)
- Nick Jonas (VF : Hervé Rey) : Boone Clemens (invité spécial)
- Dan Hildebrand : détective Baxter
- Daniel Donahue : détective Chiselhurst

### Épisode 9:Histoires de fantômes
- États-Unis /  Canada : 17 novembre 2015 sur FOX / Citytv
- Québec : 11 avril 2017 sur MusiquePlus
- Belgique : 21 mai 2017 sur Plug RTL
- France : 1er juillet 2017 sur Netflix
- Suisse /  Luxembourg : 23 février 2021 sur Disney+

- États-Unis : 2,37 millions de téléspectateurs[11] (première diffusion)

- Niecy Nash (VF : Laura Zichy) : Denise Hemphill (invitée spéciale)
- Nick Jonas (VF : Hervé Rey) : Boone Clemens (invité spécial)
- Shane Partlow : Paul Cameron
- Olivia Sui : la jeune fille japonaise
- Jamie Bernstein : le routier
- Anwan Glover : le routier des années 50

### Épisode 10:Le dîner est servi
- États-Unis /  Canada : 24 novembre 2015 sur FOX / Citytv
- Québec : 18 avril 2017 sur MusiquePlus
- Belgique : 21 mai 2017 sur Plug RTL
- France : 1er juillet 2017 sur Netflix
- Suisse /  Luxembourg : 23 février 2021 sur Disney+

- États-Unis : 1,98 million de téléspectateurs[12] (première diffusion)

- Chad Michael Murray : Brad Radwell (invité spécial)
- Patrick Schwarzenegger : Thad Radwell
- Alan Thicke (VF : Mathieu Buscatto) : Mr. Tad Radwell
- Julia Duffy (VF : Brigitte Virtudes) : Mrs. Bunny Radwell
- Rachele Brooke Smith : Muffy St. Pierre-Radwell
- Faith Prince : Kristy Swenson
- Gary Grubbs : Mr. Swenson
- LB Brown : Freddy Swenson

### Épisode 11:Vendredi noir
- États-Unis /  Canada : 1er décembre 2015 sur FOX / Citytv
- Québec : 25 avril 2017 sur MusiquePlus
- Belgique : 28 mai 2017 sur Plug RTL
- France : 1er juillet 2017 sur Netflix
- Suisse /  Luxembourg : 23 février 2021 sur Disney+

- États-Unis : 2,4 millions de téléspectateurs[13] (première diffusion)

- Niecy Nash (VF : Laura Zichy) : Denise Hemphill (invitée spéciale)

### Épisode 12:Derrière le voile
- États-Unis /  Canada : 8 décembre 2015 sur FOX / Citytv
- Québec : 2 mai 2017 sur MusiquePlus
- Belgique : 28 mai 2017 sur Plug RTL
- France : 1er juillet 2017 sur Netflix
- Suisse /  Luxembourg : 23 février 2021 sur Disney+

- États-Unis : 2,53 millions de téléspectateurs[14] (première diffusion)

- Brianne Howey (VF : Claire Baradat) : Melanie Dorkus
- Michael Siberry : Chesterton

### Épisode 13:Les dernières
- États-Unis /  Canada : 8 décembre 2015 sur FOX / Citytv
- Québec : 9 mai 2017 sur MusiquePlus
- Belgique : 28 mai 2017 sur Plug RTL
- France : 1er juillet 2017 sur Netflix
- Suisse /  Luxembourg : 23 février 2021 sur Disney+

- États-Unis : 2,53 millions de téléspectateurs[14] (première diffusion)

- Niecy Nash (VF : Laura Zichy) : Denise Hemphill (invitée spéciale)
- Nick Jonas (VF : Hervé Rey) : Boone Clemens (invité spécial)
- Whitney Meyer : Tiffany « Taylor Swift version sourde » DeSalle (Tiffany « Deaf Taylor Swift » DeSalle en V.O)
- Wallace Langham : Mr. Putney
- Lara Grice : Mrs. Putney
- Jean Louisa Kelly : Delight Ulrich
- Steven Culp : Clark Ulrich
- Terence Rosemore : Juge Roberts
- Skylar Gasper : Hester Ulrich enfant
- Beau Hart : Boone Clemens enfant

L'épisode commence par un flash-forward en janvier 2016. Zayday est présidente de Kappa, Grace est sa vice-présidente et Hester est trésorière. Cette dernière s'adresse alors en privé à la caméra et explique le plan machiavélique qu'elle a mis en place depuis le début, avec son frère Boone et sa tante Gigi. Elle était donc la dernière tueuse et a fait accuser les Chanel des meurtres. Elle sera plus tard démasquée par la doyenne mais les deux passent un accord puisque si Cathy dénonce Hester, cette dernière la dénoncera pour le meurtre de son ex-mari et pour avoir couvert la mort de sa mère. Cathy et Wes sont toujours ensemble, Chad et Denise aussi mais rompent lorsque celle-çi obtient un poste au F.B.I. Les trois dernières Chanels sont jugées coupables et envoyées dans l'asile psychiatrique qui avait autrefois abrité Hester, Gigi et Boone. Elles s’accommodent très vite à ce changement. Chanel #3 se met en couple avec une des infirmières, #5 et Chanel se rapprochent beaucoup et deviennent meilleures amies, et cette dernière change du tout au tout et s'adoucit énormément, elle sera même élue "présidente" à l'unanimité par ses camarades.